# Frimureriska konspirationsteorier
Frimureriska konspirationsteorier är konspirationsteorier som involverar frimureriet. Hundratals sådana teorier har lanserats sedan det sena 1700-talet.

## Teorierna
Vanligen placeras dessa teorier under tre rubriker:
1. politiska (oftast innefattande beskyllningar om att man skulle kontrollera statsapparaten, särskilt i USA och Storbritannien)
2. religiösa (oftast rör sig anklagelserna om att man använder sig av sataniska riter eller begrepp)
3. kulturella (vanligen innefattande populärkultur)

Många konspirationsteoretiker har försökt sammankoppla frimureriet och Tempelherreorden med djävulsdyrkan, uppfattningar som emellertid grundar sig på feltolkningar av de olika organisationernas läror.

### Om politik
Av de många konspirationsteorier som hävdar frimureriets politiska inflytande är sannolikt den mest välkända den om en ny världsordning, men det finns fler exempel. Dessa omfattar bland annat USA:s federala statsmakts myndigheter och myndighetsutövande, men även internationella händelser (till exempel skandalen kring Propaganda Due) används ofta för att försöka ge en ökad trovärdighet åt olika påståenden. 

### Om religion
Flera teorier handlar om frimureri och religion, särskilt att frimureriet skulle hålla på med ockultism.  Dessa teorier har sitt ursprung i Taxils bedrägeri.  Förutom dessa påståenden finns det olika teorier som fokuserar på hur symbolik används för att lägga in frimureriska symboler i vardagsföremål, till exempel gatunät, riksvapen, sedlar och så vidare.
Det finns frimureriska konspirationsteorier som berör samhället ur alla aspekter. Merparten av dessa teorier grundar sig på följande påståenden:
- Att frimureriet är en egen religion, att det förutsätter en tro på en unik frimurerisk "Gud" och att tron på denna gud står i strid med de stora religionernas läror (dock fokuserar de flesta påståendena på att de står i strid med kristendomen).
- Att den skotska ritens 33:e grad är mer än bara en hedersgrad, kopplat till idén om att de flesta frimurare är omedvetna om hemliga eller dolda bestämmande funktioner i varje organisation som styr och övervakar dem, att dessa styrgrupper har ockulta sammankomster och/eller att de kontrollerar olika nivåer inom regeringsmakten.[11]
- Att det finns en central och världsomspännande styrelse som kontrollerar alla storloger och ser till att frimureriet fungerar och verkar på samma sätt över hela världen.

## Exempel på frimureriska konspirationsteorier
Bland vitt spridda frimureriska konspirationsteorier märks bland andra:

### Politik
- Rättssystemet är djupt infiltrerat av frimurare, som medverkar till att frimurare som misstänks för brott får fördelar i rättssalen och därigenom bidrar till att snedvrida rättssäkerheten.[12][13]
- Frimureriet överlappar med, eller kontrolleras av, Illuminati, särskilt i de högre graderna. Frimurare som samtidigt är medlemmar av Illuminati skall enligt denna teori kontrollera viktiga delar av samhället och arbetar för att skapa en ny världsordning.[14][15][16][17][18][19] En del konspirationsteorier som berör frimureriet och Illuminati inkluderar även Tempelherreorden och judendomen som delar av en plan att kontrollera världen. Den här typen av konspirationsteori beskrivs så tidigt som 1792 av flera olika författare med början i Frankrike och Skottland.[1]
- Frimureriet har i hemlighet konspirerat för att skapa ett samhälle grundat på de revolutionära idealen frihet, jämlikhet, broderskap (Liberté, égalité, fraternité), delningen av kyrka och stat och (i Nazityskland) en judisk konspiration för religiös tolerans.[20]
- Frimurare var inblandade i mordet på John F. Kennedy.[3][21]
- Frimureriet är en judisk fasad för världsdominans, eller kontrolleras åtminstone av judarna för att uppnå detta mål. Ett exempel på detta är det notoriska falsariet Sions Vises Protokoll. Det var delvis på grund av detta som Hitler förbjöd frimureriet.[22]  Den palestinska islamiströrelsen Hamas hävdar att frimureriet är ett "hemligt sällskap" som grundats som en del av en sionistisk komplott för att uppnå världsdominans.[23]
- Frimurare ligger bakom det amerikanska inkomstskattesystemet. En dömd skattemotståndare har hävdat att de rättstjänare som omringade hans hus vid det dödläge som uppstod efter att han vägrat ge sig efter sin dom var del av en "sionistisk-illuminati-frimurerisk rörelse".[24] Tidningen New Hampshire Union Leader sade också att "Browns anser att Internal Revenue Service och den federala inkomstskatten är del av en komplott, styrd av frimurare, för att kontrollera det amerikanska folket och slutligen hela världen".[25]
- Frimurare håller möten i Bohemian Grove med inflytelserika politiker och affärsmän och att man vid dessa möten tillber en staty av en uggla (en påstått frimurerisk symbol).[26][27]

### Religion
- Frimurare tillber Lucifer eller Satan,[7] påståenden som ofta hänvisar till citat av Albert Pike.[2][3][4][5][6][28]
- Frimureriet är ockult till sin natur och dyrkar sin egen gud, till exempel G.A.O.T.U., Hela Världens Store Byggmästare, eller Jahbulon, en blandning av gudarna JHWH, Baal och Osiris.[29][30][31][32][33]

### Kultur
- Frimurare smyger in olika symboler och numerologi i samtiden, till exempel företagslogotyper.[34]
- USA grundades av frimurare som smugit in frimureriska symboler i det amerikanska samhället, särskilt i statsvapen, gator i Washington DC, arkitektur och dollarsedeln.[35][36][37][38]

### Övriga
- Frimurare iscensatte och förfalskade de månlandningar som genomfördes inom ramen för Apolloprogrammet.[39]
- Jack Uppskäraren var en frimurare vars mord efterliknade frimureriska initiationsritualer.[40]
- Skull and Bones,[19] och andra organisationer[41] är intimt förknippade med frimureriet.
- 11 september-attackerna var astrologiska till sin natur och en del av ett hemligt krig mellan frimurare (som arvtagare till Tempelherreorden) och islam.[42]
- Frimureriet antingen bistår eller består av reptila humanoider som kontrollerar världen genom att byta ut världens ledare mot sina egna.[43]

### Översättning
Den här artikeln är helt eller delvis baserad på material från engelskspråkiga Wikipedia.